# Hằng đẳng thức Roy
Hằng đẳng thức Roy (đặt theo tên nhà kinh tế học người Pháp René Roy) là công thức giúp tính được hàm cầu Marshall bằng cách lấy đạo hàm của hàm thỏa dụng gián tiếp theo giá cả chia cho đạo hàm của hàm thỏa dụng gián tiếp theo thu nhập có thể sử dụng được.
Biểu diễn bằng công thức, hằng đẳng thức Roy có dạng sau:
{\displaystyle {\frac {\partial e(u,p)}{\partial p_{i}}}=-{\frac {\frac {\partial \psi \ [e(u,p),p]}{\partial p_{i}}}{\frac {\partial \psi \ [e(u,p),p]}{\partial m}}}=x_{i}(m,p)}
trong đó:
- e(u,p) là hàm chi tiêu
- p_i là mức giá của mặt hàng i
- m là thu nhập có thể sử dụng được
- x_i là lượng cầu về mặt hàng i